# Scleroptila streptophora
Il francolino dal collare (Scleroptila streptophora (Ogilvie-Grant, 1891)) è un uccello galliforme della famiglia dei Fasianidi diffuso in Camerun, Uganda, Kenya e Tanzania.

## Descrizione

### Dimensioni
Misura circa 33 cm di lunghezza, per un peso di 364-406 g.

### Aspetto
Nel francolino dal collare i sessi sono identici ed entrambi praticamente privi di sperone. Il becco è nero con una macchia giallo pallido alla base del ramo inferiore, l'iride è marrone e le zampe sono giallo chiaro. Il maschio adulto presenta il vertice e la nuca di colore grigio-brunastro scuro e un sopracciglio biancastro che si estende fino alla parte posteriore della testa. La faccia e i lati del collo presentano una bella colorazione camoscio-rossastra che contrasta con il bianco della gola. La parte alta del petto e quella bassa del collo sono bianche con delle barre nere che continuano fino alla mantellina, formando un collare. Le parti inferiori, al di sotto del petto, sono camoscio con delle strisce marrone scuro sui fianchi. Le parti superiori e il dorso presentano una vistosa colorazione bruno-grigiastra rischiarata da strette linee camoscio. La coda e le penne remiganti sono grigio-brunastre.
La femmina adulta ha un aspetto abbastanza simile. Tuttavia, le piume più marroni del vertice sono ornate da bordi chiari. Le parti superiori sono barrate di bruno-rossastro con linee color camoscio più larghe che nel maschio.

## Biologia
Quando si sente minacciato, questo sfuggente francolino delle colline ciottolose di solito fugge via a tutta velocità. Si può osservare in coppia o in piccoli gruppi (familiari?). Trascorre la maggior parte del tempo al riparo o all'ombra dei cespugli. Inoltre, non viene quasi mai avvistato lungo i sentieri e ai lati delle strade, tranne che al mattino presto. Esce solo raramente dal sicuro della boscaglia, ma, quando lo fa, il suo volo è estremamente rapido. I suoi richiami possono essere uditi molto preso la mattina quando si insedia su un posatoio quale un termitaio.

### Alimentazione
Il francolino dal collare si alimenta vicino alle zone coltivate. La sua dieta è in gran parte vegetariana: raccoglie semi, bacche e giovani germogli, ma cattura anche insetti e loro larve, nonché altri piccoli invertebrati.

### Riproduzione
Questa specie è probabilmente monogama. Nidifica in una cavità che la femmina crea grattando sul terreno all'ombra di una roccia. A volte la depressione può essere rivestita con qualche filo d'erba o rimanere del tutto spoglia. La femmina vi depone 4 o 5 uova grigio-camoscio con piccole macchioline scure. La nidificazione ha luogo ad aprile in Uganda e da dicembre a marzo in Kenya, apparentemente durante la stagione secca o proprio all'inizio della stagione delle piogge.

## Distribuzione e habitat
Il francolino dal collare frequenta le colline ciottolose, con rare zone erbose e una copertura di arbusti piuttosto rada. Si può osservare anche nelle praterie alberate tra i 600 e i 1 800 metri di altitudine. Il suo habitat varia a seconda delle regioni. Nel nord dell'Uganda, preferisce i prati ricoperti di alberi e di vegetazione più di quanto non faccia il francolino crestato. In Camerun, invece, la sua scelta verte decisamente sulle colline disabitate ricoperte da un basso strato erboso.
Questo galliforme tozzo è originario prevalentemente dell'Africa orientale. In questa parte del continente, è presente nella maggior parte dell'Uganda settentrionale, a ovest del Nilo e a sud della valle del Katonga, nel Kenya occidentale, dove frequenta paesaggi accidentati, e nella Tanzania nord-occidentale. Alcuni studiosi ritengono di aver rilevato la sua presenza nell'estremità meridionale del Sudan del Sud, ma questa informazione è tuttora da confermare. In Africa occidentale, qualche popolazione isolata vive in Camerun, nelle regioni montuose intorno a Foumban.